# North Coast Regional District
Der North Coast Regional District ist ein Bezirk in der kanadischen Provinz British Columbia und trug bis zum 18. September 2016 den Namen Skeena-Queen Charlotte Regional District. Er ist 19.775,41 km² groß und zählte beim Zensus 2016 18.133 Einwohner. Beim Zensus 2011 wurden noch 18.784 Einwohner ermittelt. Der Bezirk umfasst ein Gebiet an der Westküste des Festlandes sowie die Inselgruppe Haida Gwaii. Hauptort ist Prince Rupert.
Der Bezirk wurde am 17. August 1967 gegründet. Durch Gebietsabtretung, vom Regional District of Kitimat-Stikine, kam zum 19. August 1993 das Gebiet um Banks Island und Pitt Island zum Bezirk hinzu.

## Administrative Gliederung

### Städte und Gemeinden
| Ort                                      | Status                | Bevölkerung |
| Masset                                   | Village               | 793         |
| Prince Rupert                            | City                  | 12.220      |
| Port Clements                            | Village               | 282         |
| Port Edward                              | District municipality | 467         |
| Daajing Giids (ehemals: Queen Charlotte) | Village               | 852         |

### Gemeindefreie Gebiete
- Skeena-Queen Charlotte A
- Skeena-Queen Charlotte C
- Skeena-Queen Charlotte D
- Skeena-Queen Charlotte E